# Akitakata
Akitakata (jap. 安芸高田市 Aki-Takata-shi) ist eine kreisfreie Stadt (shi) mit rund 29.000 Einwohnern in der Präfektur Hiroshima in Japan. In der landwirtschaftlich geprägten Gemeinde hat sich eine Vielzahl traditioneller Volksfeste erhalten. Die Stadt fasste 2004 den verbliebenen Rest des antiken Kreises (kōri/gun) Takata der Provinz Aki zusammen.

## Geographie
Im Norden grenzt Akitakata an die Präfektur Shimane und im Osten an Miyoshi. Im Süden liegt die Gemeinde Higashihiroshima und im Südwesten die Hauptstadt der Präfektur Hiroshima. Durch die Stadt verlaufende Flüsse sind der Gōnokawa und Tajihi.

## Geschichte
Die kommunale Verwaltungseinheit Akitakata wurde am 1. März 2004 aus der Vereinigung der Gemeinden Hachiyo (八千代町, -chō), Kōda (甲田町, -chō), Midori (美土里町, -chō), Mukaihara (向原町, -chō), Takamiya (高宮町, -chō) und Yoshida (吉田町, -chō) des Landkreises Takata gegründet. Der Landkreis wurde daraufhin aufgelöst.

## Sehenswürdigkeiten

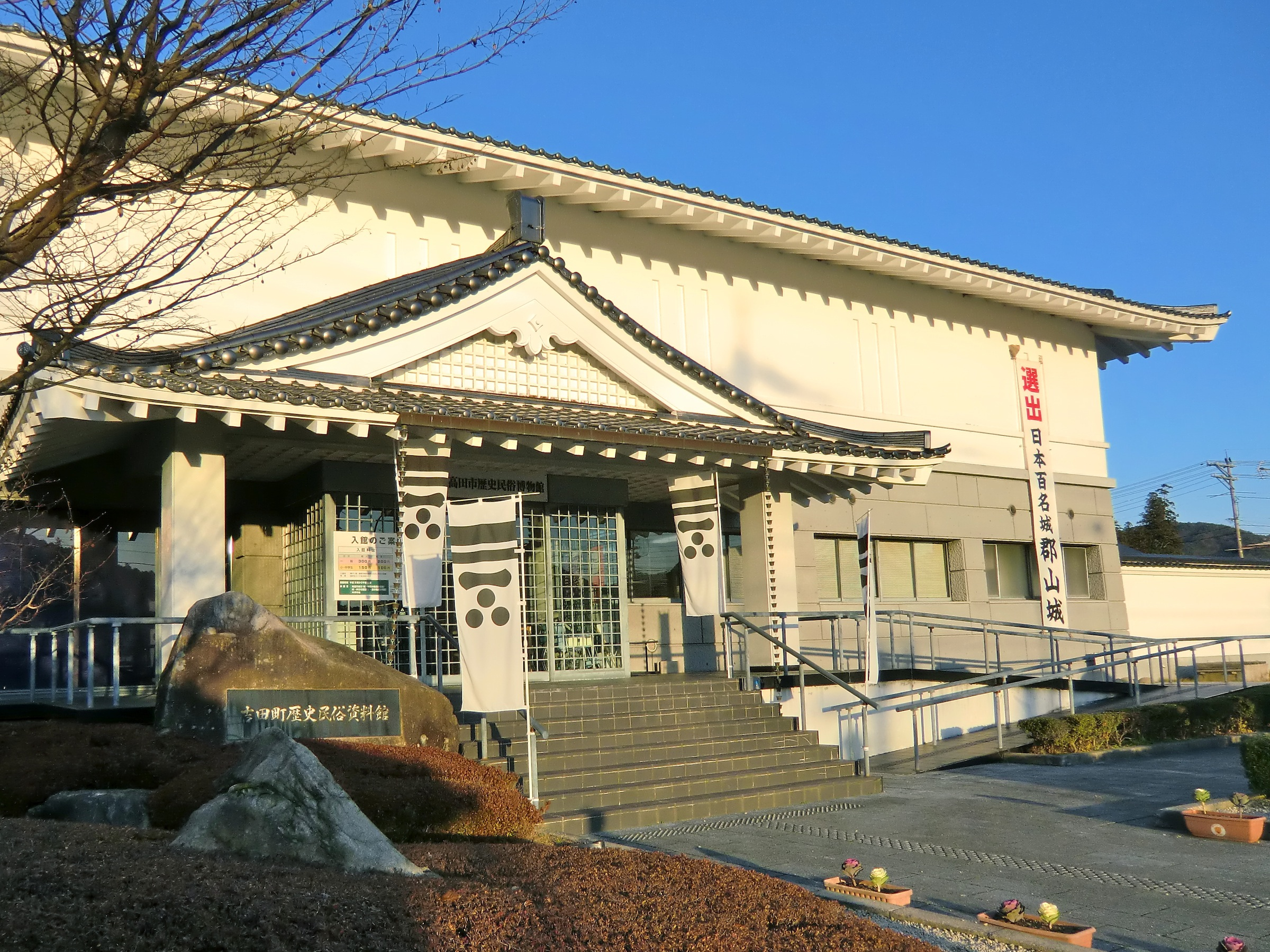
Akitakata Stadtmuseum für Lokalgeschichte

- Akitakata Stadtmuseum für Lokalgeschichte (安芸高田市 歴史民俗博物館)[1]
- Überreste der Burg Yoshida-Kōriyama (吉田郡山城)[2]
- Überreste der Burg Tajihi-Sarugake (多治比猿掛城)[3]
- Kōtachi-Kofun (甲立古墳)[4]

## Verkehr
Akitakata ist über die Chūgoku-Autobahn sowie die Nationalstraße 54 nach Hiroshima und Matsue und die Nationalstraße 433 erreichbar. Die Gemeinde liegt an der Bahnlinie JR West / Geibi-Linie nach Niimi und Miyoshi und der JR Sanko-Linie nach Gotsu und Miyoshi.

## Städtepartnerschaften
- Selwyn District

In den dreißiger Jahren gab es eine vom Roten Kreuz initiierte Schulpartnerschaft mit dem Taunusdorf Strinz-Margarethä und der japanischen Gemeinde Ikeguwa. 1956 wurde Ikekuwa mit anderen Dörfern zusammengelegt zu Midori-chô (Midori-Stadt). 2004 wurde Midori-chô wiederum mit anderen Gemeinden zusammengelegt zur Verwaltungseinheit: Aki Takata-shi (Stadt Akitakata) in der Präfektur Hiroshima. Ikekuwa ist heute nur noch ein Gemeindeteil von Akitakata.

## Söhne und Töchter der Stadt
- Mōri Motonari (Daimyō der japanischen Sengoku-Zeit)
- Mōri Terumoto (Daimyō der japanischen Sengoku-Zeit)